# Murofusi Kódzsi
Murofusi Kódzsi (japánul: 室伏 アレクサンダー 広治; 1974. október 8. –) olimpiai és világbajnok japán atléta, kalapácsvető. 84,86 méteres egyéni csúcsa élő japán rekord.

## Pályafutása
1992-ben nyolcadikként végzett a junior világbajnokságon. Első jelentősebb sikere egy bronzérem volt az 1993-as Kelet-ázsiai játékokról. Ebben az évben, majd 1995-ben ezüstérmet nyert az ázsiai bajnokságon, 1994-ben pedig az ázsiai játékokon lett második. Első nemzetközi győzelmét az 1997-es Kelet-ázsiai játékokon érte el, majd ezt követte egy újabb arany az 1998-as ázsiai játékokon.
2000-ben vett részt első alkalommal az olimpiai játékokon. Sydney-ben 78,49-dal, a harmadik legjobb eredménnyel jutott be a döntőbe, ahol 76,60-dal csak a kilencedik lett. A 2001-es világbajnokságon másodikként zárt Sydney olimpiai bajnoka, Szymon Ziółkowski mögött, majd 2002-ben megvédte címét az ázsiai játékokon.
2003. június 29-én, Prágában megdobta pályafutása legjobbját 84,86-dal. Két hónappal később bronzérmet szerzett a párizsi világbajnokságon; Kódzsi Ivan Cihan és Annus Adrián mögött lett harmadik.

### Athéni arany
Athénba éremre esélyesként érkezett. Könnyen jutott döntőbe, ahol 82,91-es legjobbjánál egyedül Annus teljesített jobbat, ő 83,19-dal végzett az élen. Annust azonban – annak ellenére, hogy kétszer negatív doppingtesztet produkált – a játékok zárónapján kizárták, amiért nem szolgáltatott újabb mintát, és az első hely Murofusira szállt; aki ezzel a szám első japán olimpiai bajnoka lett.
A két versenyző viszonya, és a magyar versenyző kizárásának ügye sokáig a sajtó figyelmét élvezte. Annus kijelentette: az aranyérmet megtartja, és nem adja át a japánnak.

### Athén után

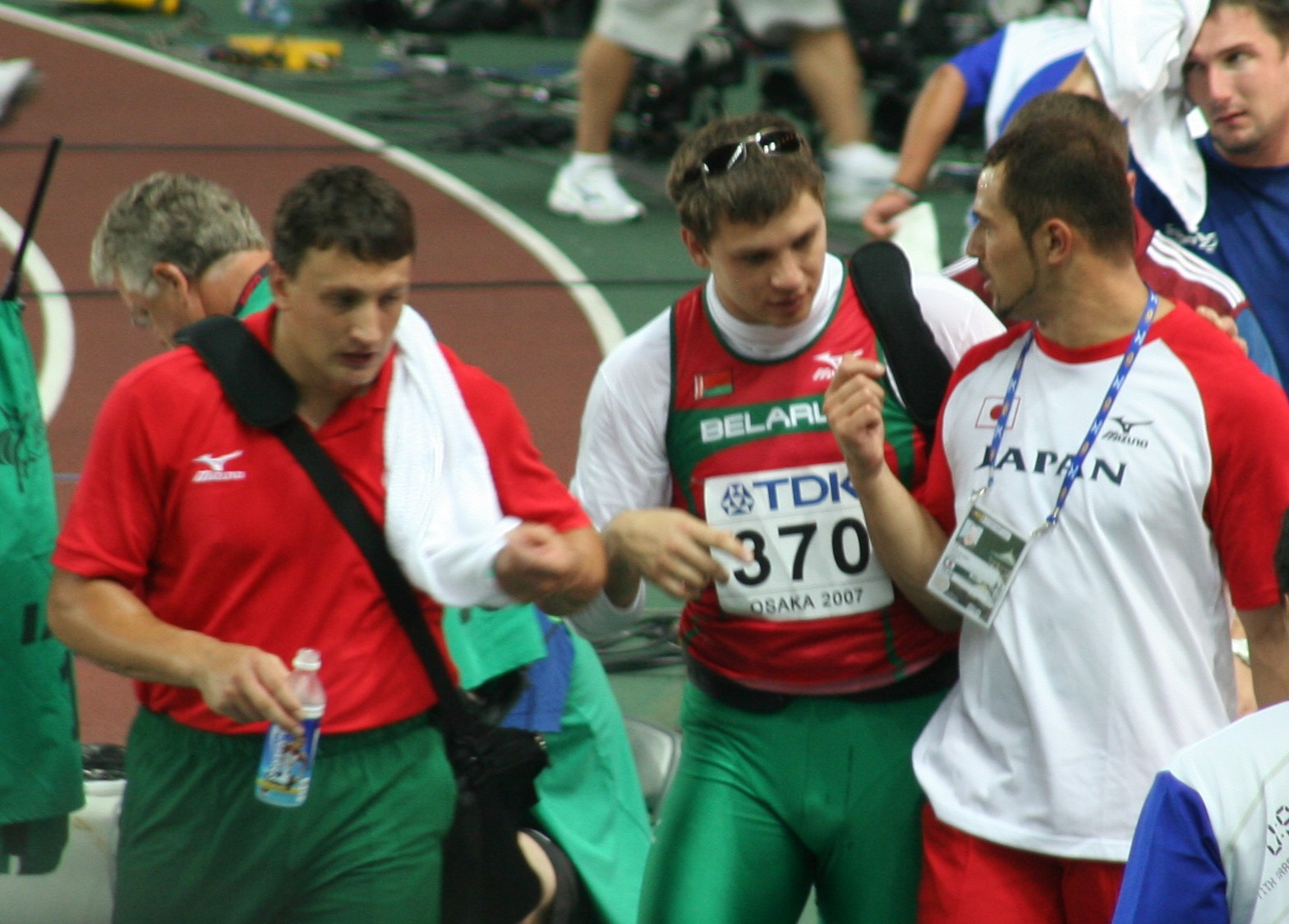
Murofusi (jobbra) Dzevjatovszki és Cihan társaságában a 2007-es világbajnokságon

Az athéni olimpia után nem tudott győzni nagyobb világversenyen. 2006 és 2010 között ugyan minden évben megnyerte a japán bajnokságot, a 2007-es oszakai világbajnokságon csak hatodikként zárt.
2008-ban mint címvédő indult a pekingi olimpián. Ötödik legjobbként jutott túl a selejtezőn, majd a döntőben is az ötödik lett. A második, valamint a harmadik helyen végzett két fehérorosz versenyző, Vadzim Dzevjatovszki és Ivan Cihan doppingtesztje azonban pozitív lett, így felmerült kizárásuk, ami bronzérmet jelentett volna Murofusi számára. A vizsgálat közel két évig tartott, és a vádlottak fellebbezésének elfogadásával végződött.
2009-ben nem indult a világbajnokságon, majd 2010-ben, egy Reitiben rendezett IAAF-viadalon 80,99-ot dobott, amely ebben az évben a legjobb eredmény volt a férfi kalapácsvetők között; hasonló sikert (az év legjobbja) korábban 2001-ben és 2003-ban ért el. Igaz, 2010-es eredményéhez hasonlóan gyenge éves csúcsra 1981 óta nem volt példa.
2011 júliusában több hírportál arról számolt be, hogy a Japán Olimpiai Bizottság jelöli a NOB sportolók bizottságába, amely a sportolók érdekeit védi a szervezeten belül.
2014-től 2020 szeptemberéig a 2020. évi nyári olimpiai játékok sportigazgatója volt.

## Egyéni legjobbjai
| Versenyszám   | Eredmény       | Helyszín | Dátum                |
| ------------- | -------------- | -------- | -------------------- |
| Diszkoszvetés | 41,93 méter    | Madrid   | 2002. szeptember 21. |
| Kalapácsvetés | 84,86 méter NR | Prága    | 2003. június 29.     |

magyarázat:  NR = országos rekord

## Magánélete
Édesapja, Murofusi Sigenobu szintén sikeres kalapácsvető volt, az Ázsiai Játékokon és a kontinensbajnokságon több aranyérmet is nyert. Húga, Murofusi Juka diszkoszvetőként és kalapácsvetőként szerzett érmeket Ázsiában a 90-es évek végén, valamint a 2000-es évek alatt.
Romániai magyar származású édesanyja, Móritz Szerafina 1968-ban junior Európa-bajnokságot, majd 1970-ben felnőtt román bajnokságot nyert gerelyhajítóként.
2020-ban agyi limfómát diagnosztizáltak a szervezetében.